# Thomas Friedman

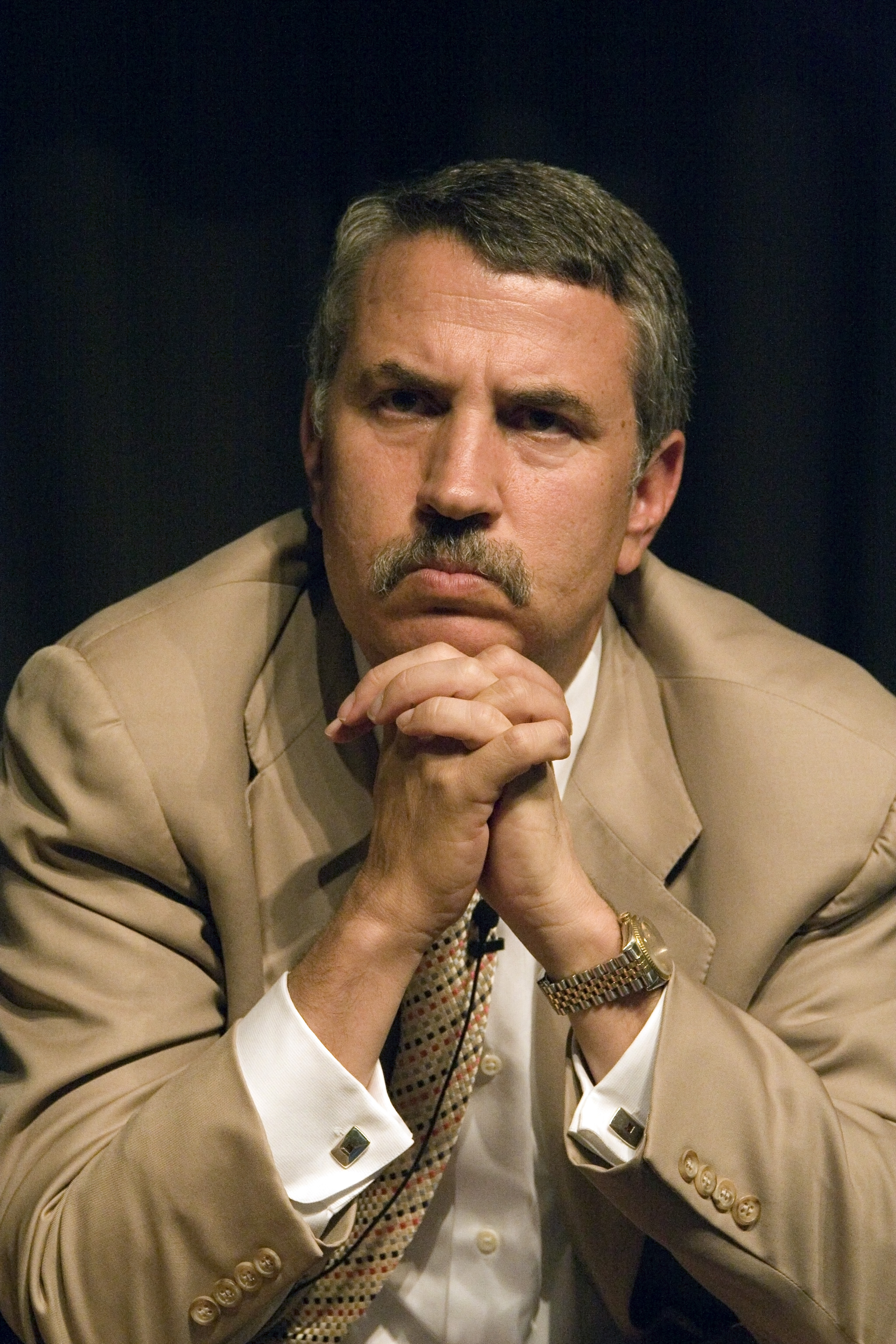
Thomas Friedman

Thomas Loren Friedman (St. Louis Park (Minnesota), 20 juli 1953) is een Amerikaans journalist, columnist en publicist van Joodse komaf. Hij studeerde aan de Universiteit van Oxford.
Friedman is nu werkzaam als columnist bij The New York Times. Friedman was van 1979 tot 1988 als journalist voornamelijk werkzaam in het Midden-Oosten. Van 1988 tot 1995 richtte hij zich op de Amerikaanse politiek, daarna vooral op internationale betrekkingen en globalisering. Thomas Friedman maakte ook documentaires voor Discovery Channel.
In de loop van 2018 ontpopte hij zich in zijn wekelijkse column in de NYT als een uitgesproken criticus van president Trump: "Een president zonder schaamte, gesteund door een partij zonder ruggengraat".

## The Lexus and the Olive Tree
In zijn boek The Lexus and the Olive Tree (1999) beschrijft hij de invloed van de globalisering en technologische ontwikkeling op cultuur, politiek en milieu. De drijvende kracht achter de globalisering is nu de effectenbezitter. Door de nieuwe informatietechnologie is de effectenbezitter in staat om op eenvoudige wijze wereldwijd aandelen en obligaties te kopen en verkopen. Dit geeft effectenbezitters de macht om het beleid van landen en bedrijven te beïnvloeden. Een land zal zijn wetgeving, cultuur en beleid zo moeten inrichten dat het een aantrekkelijke bestemming is voor investeringen van effectenbezitters en dit zal leiden tot uniformisering van landen en culturen. Thomas Friedman noemt dat The Golden Straitjacket ("Het gouden dwangbuis"). Landen en culturen kunnen zich onttrekken aan de gouden dwangbuis en kiezen om niet deel te nemen aan de globalisering maar dat zal wel leiden tot armoede. Aangezien de meeste culturen niet voor armoede zullen kiezen zullen deze steeds meer op de Amerikaanse cultuur gaan lijken want die cultuur is bij uitstek geschikt voor het bereiken van een hoge economische groei en dus de aantrekkelijkste bestemming voor investeringen.
Friedman beschrijft in dit boek ook landen, groeperingen en individuen die uit angst voor verlies van cultuur, religie, identiteit en traditie niet willen deelnemen aan de globalisering. Eventueel kan dit leiden tot geweld en terrorisme.
Het boek bevat veel vraaggesprekken met politici, zakenmensen en aandelenhandelaren maar ook met straatverkopers, boeren en professionele basketbalspelers en laat aan de hand van die vraaggesprekken zien hoe volgens Friedman globalisering deze wereld steeds meer vormt.

## The World is Flat
In zijn boek The World is Flat: A Brief History of the Twenty-first Century (2005) beschrijft Friedman de economische opkomst van vooral India en China en de invloed die deze opkomst zal hebben op de wereld. Deze economische opkomst is mogelijk gemaakt door de verbeterde communicatiemogelijkheden. Volgens Friedman hebben deze nieuwe communicatiemogelijkheden en het goedkoper worden van vervoer van reizigers en goederen de wereld 'plat' gemaakt.
Er wordt ingegaan op de verschillende oorzaken van deze platte aarde. Zo worden verbanden gelegd tussen de "val van de Berlijnse Muur" op 9 november 1989 en veranderingen in het economisch denken. Ook worden hierbij de opkomst van pc's, Windows, internet en het world wide web in perspectief geplaatst. Tevens wordt ingegaan op de andere kant van deze ontwikkelingen. Een duidelijk verband wordt gelegd tussen het uiteenvallen van de USSR en de opkomst van Islamitisch fundamentalistisch terrorisme. Bin Laden was bijvoorbeeld al actief in 1989 maar dan als vrijheidsvechter in Afghanistan (geholpen door de VS).
Belangrijke boodschap is het anders denken over de inzet van arbeidskapitaal. Het gaat daarbij niet alleen om "goedkope" arbeid. Belangrijk is het denken in termen van een platte aarde. Welke kansen biedt deze platte aarde in termen van een nieuwe economie? Doen alsof er niets is gebeurd sinds de komst van het world wide web lijkt in ieder geval geen goed idee. Friedman verwijst bijvoorbeeld ook naar zaken als de kracht die in "community's" schuil gaat. Expliciet wordt ook Wikipedia genoemd. Een kennisbank die gewoon ontstaat omdat mensen via het internet hun kennis - om niet - willen delen. Onafhankelijk van plaats of positie.
De opkomst van Open source en Open standaarden maken bijvoorbeeld de wereld steeds platter.
The World is Flat biedt naast deze "bewustwording" gelardeerd met "historische" feiten ook tal van voorbeelden over hoe plat de aarde nu is.